# トビー (きかんしゃトーマス)
トビー（英語: Toby the Tram Engine）は、イギリスの幼児向け絵本『汽車のえほん』、またその映像化作品『きかんしゃトーマス』に登場する路面機関車。

## 概要
ウィルバート・オードリー原作の絵本『汽車のえほん』とその映像化作品『きかんしゃトーマスとなかまたち』に登場する、年を召した箱型の木造路面蒸気機関車。ボディの前後にカウキャッチャーがあり、側面に脇板、屋根に鐘が付いている。色は茶色。車体番号は7。一人称は「僕」、二人称は「君」。「ヘンリエッタ」という専用の客車を持っている。映像化作品においては、第1期から第21期まではレギュラーの立ち位置であった。
原作では当初、名前が「トービー」と翻訳されていたが、映像化作品では「トビー」と翻訳され、その後原作の新装版でも「トビー」に改められている。
日本語未翻訳、未出版の『汽車のえほん』第32巻では名がない兄弟の路面機関車が登場する。

## 性格
賢くて誠実であり、知識も豊富なため貨車の扱いもよく知っている。誰に対しても優しいが、その一方で、テレビシリーズ（TV版）においては、年を召して力が弱いことなどから繊細で心配性である性格が強調されているエピソードや怒る場面も複数ある。
パーシーと協力してトーマスを驚かすなど、作中ではいたずら好きな性格も描かれている。動物が好きで、TV版では雪の中取り残された羊や機関庫にやってくる鳥を心配している場面も見られる。
なお、年寄りの設定だが、車齢はトーマスとさほど変わらない。

## モデル
トビーは、ジェームス・ホールデンにより製造された路面蒸気機関車GER C53形(のちのLNER J70)をモデルとしている。この車両は1903年から1921年の間に12両(125〜131、135〜139号機)が製造され、ウィズベック及びアップウェル路面鉄道などで主に貨物や旅客用として運用された。その後、1942年に1台が廃車、1944年に改番が行われ、8216〜8226番となる。その後はメイビスのモデルであるイギリス国鉄04形ディーゼル機関車に置き換えられ1955年をもって全車廃車となったため、現存しない。

## 原作での設定
トビーは1914年にイギリス、ストラトフォードのグレート・イースタン鉄道に在ったストラトフォード工場にて技師ジェームス・ホールデンによりGER C53形の127号機として製造された。
当初はノーフォーク州グレート・ヤーマスの鉄道で働いていた。その後、別の小規模鉄道での勤務となった際、孫たちと鉄道を訪問したトップハム・ハット卿1世と知り合う。利用客の減少で鉄道は廃線となったが、トップハム・ハット卿に購入され、連れてきたヘンリエッタと有蓋車のエルシーとともに、1950年にノース・ウェスタン鉄道（ソドー鉄道）に配属となった。
ソドー鉄道入線のきっかけとして、カウキャッチャーを持たないトーマスによる路面区間の走行が規則違反であると、警官から指摘されたことが作中で描かれている。かつてこの区間は、トビー同様車輪に囲いを着けた古いコーヒーポット（縦型ボイラー式）機関車が任されていた。

## 運用
トーマスやパーシーよりさらに出力の低い最小出力クラスの機関車で長距離走行にも適さないが、路面区間を走行できる装備を持っている。トップハム・ハット卿に購入されて以降は、主にアノファ(ファーカー)採石場に向かう路面区間がある路線での貨物列車の牽引や工員輸送の運用、貨車の入替え作業に就いた。現在、仕事の一部は採石場が1964年に導入したディーゼル機関車メイビスに任されている。
トビーの機関庫はファーカーに暮らすトーマスのものの隣に増設され、現在もトーマス(と後にティドマスからやってきたパーシー)と共に暮らしている。

## 誕生の経緯
作者ウィルバート・オードリーが家族旅行として1951年にグレート・ヤーマスへ赴いた際、ウィルバートがJ70形を見て気に入ったことがトビーの誕生へと繋がった。また、この時にウィルバートの友人テディ・ボストン牧師の手配によりウィルバートと彼の息子クリストファーはJ70の運転台に乗ることができ、これらの出来事により後年クリストファーはトビーを最も気に入っているキャラクターとして挙げている。

## TV版での扱い
第1期から第21期まではレギュラーとしての扱いを受け、主役エピソードも複数製作されたが、レギュラーメンバーの中では主役回や出番が少ない方であった。
トビーがトップハム・ハット卿に買い取られ、トーマスの支線で働くという経緯は原作と変わりないが、トビーのもとの鉄道はグレートブリテン島ではなくソドー島のアールズデール鉄道にあたる場所に変更された。しかし同時に購入されたのか、第1～2期では、トーマスやパーシーがその古い路線を走行する様子を度々撮影されている。
第5期では路線の一部であるアールズデール・エンドの機関庫が再登場。以降、メイスウェート駅やロッホ(カレン)城など、第1期では現れなかった多くのスポットが登場した。一部は既に運用可能となっていたが、木造橋など修復されていない箇所も多数存在する。
また第5期以降、仲間のメイビスらとともにファーカーの先の採石場で働いているが、観光客用の貸切列車などいろいろな小編成の牽引も行う。普段はヘンリエッタを使っているが、トーマスが他の任務で不在の場合は、彼がアニーとクララベルを牽引したこともある。第8期第4話『トビー、きみならできるよ』ではエドワードが他の任務で不在の時に、ウェルスワース駅構内の貨車入換えを務めた。また第10期第8話『トビーのごごのおやすみ』では急行客車を牽いた。
先述の通り、古い機関車であるが故に自信をよく失い、仲間の機関車や、第18期以降に顔が付いて喋るようになったヘンリエッタに励まされる様子が度々見られる。第21期ではヘンリエッタが改装される際、彼女の妹ハンナとともに働くが、ハンナの危険を顧みない行動に怖がってしまう。
第22期以降はレギュラーキャラクターのジェンダーバランスの調整に伴い、準レギュラーへ降格となる。

### 2Dアニメ版
2021年以降のフルリニューアル版では、第2期第48話(通算100話目)に新しい仲間として登場。これまでのTV版で描かれてきた経緯とは大きく異なり、原作同様、ブリテン島の路線が閉鎖された為ソドー島にやってきたこととなっている。
模型・3DCG版よりも積極的な性格となっており、障害物コースにも挑戦した。最初は仕事や遊びにうまく馴染めなかったことから自信を失ってしまったが、トーマスやサンディーの励ましにより、元気を取り戻した。以降は主にナップフォード駅にて、貨車の入れ替え作業を担当している。
実機同様、脇板を開閉させて動輪を見せる描写がある。

## 声優

### 模型・3DCGアニメシリーズ
- 英国版 - コルム・フィオール（長編第1作）→ベン・スモール（長編第4作 - 第18期） → ロブ・ラックストロー（第19 - 24期）
- 北米版 - コルム・フィオール（長編第1作）→ウィリアム・ホープ（長編第4作 - 第24期）
- 日本版 - 川津泰彦（第1 - 8期）→坪井智浩（第9期 - 第24期）

### 2Dアニメシリーズ
- 英国版 - トビー・ハドク
- 北米版 - エドワード・グレン
- 日本版 - 白石兼斗